# África Zavala
África Ivonne Lechuga Zavala (Cidade do México, 12 de agosto de 1985) é uma atriz e modelo mexicana mais conhecida por interpretar Lucero na telenovela Corona de lágrimas.

## Biografia
Entrou no CEA da Televisa; e iniciou sua carreira  aos 21 anos protagonizando a novela Peregrina ao lado de Eduardo Capetillo. 
Em 2006 protagoniza a novela Código postal, depois de substituir Jery Sandoval, ao lado de José Ron e Jessica Coch. 
Em 2008 faz um papel secundário na novela Cuidado com o Anjo como Elsa Maldonado São Romão, prima do protagonista da novela.
Em 2009/2010 faz outro papel secundário, viajou para Argentina e gravou a novela Los exitosos Pérez ao lado de Ludwika Paleta e Jaime Camil. 
Em 2010 é selecionada para ser uma das seis protagonistas da novela Para volver a amar ao lado de Rebecca Jones, Nailea Norvind, Alejandra Barros, Sophie Alexander e Zaide Silvia Gutierrez.
Em 2011 protagoniza a novela Amorcito corazón ao lado de Elizabeth Álvarez, Diego Olivera e Daniel Arenas.
Em agosto de 2012 o produtor Jose Alberto Castro a confirmou para ser uma das protagonistas de sua nova novela Corona de lágrimas ao lado de Victoria Ruffo.
Em 2014 participa na novela La malquerida ao lado de Ariadne Diaz, Christian Meier e Victoria Ruffo.
Ainda em 2014 participou do final alternativo de La Gata interpretando a filha dos protagonistas quando adulta.
Em 2015 é uma das protagonistas da novela Amores con Trampa.
Em 2017 ganha seu primeiro papel de antagonista na novela La doble vida de Estela Carrillo ao lado de David Zepeda e Ariadne Díaz, a qual já havia contracenado anteriormente em La malquerida.
Em 2021 é escalada para a novela Vencer el Pasado de Rosy Ocampo.

## Filmografia

### Novelas
| Ano       | Novelas                          | Personagem                                 | Notas             |
| --------- | -------------------------------- | ------------------------------------------ | ----------------- |
| 2005      | Rebelde                          | Figurante                                  | Não Creditada     |
| 2005-2006 | Peregrina                        | Peregrina Huerta / Marisela Alcocer        | Protagonista      |
| 2006      | Mundo de fieras                  | Aurora Cruz (jovem)                        | Participação      |
| 2006      | Código Postal                    | Victoria Villarreal                        | Protagonista      |
| 2008-2009 | Cuidado con el ángel             | Elsa Maldonado São Romão                   | Coadjuvante       |
| 2009-2010 | Los exitosos Pérez               | Liliana "Lily" Cortéz                      | Coadjuvante       |
| 2010-2011 | Para volver a amar               | Yorley Quijano                             | Protagonista      |
| 2011-2012 | Amorcito corazón                 | Lucía de Jesús Lobo Carvajal               | Protagonista      |
| 2012      | Abismo de pasión                 | Regina González                            | Participação      |
| 2012-2013 | Corona de lágrimas               | Lucero Vásquez Rojas                       | Co-Protagonista   |
| 2014      | La gata                          | Letícia Negrete de la Santa Cruz (Adulta)  | Final Alternativo |
| 2014      | La malquerida                    | Ana Alejandra Silva González / Turquesa    | Co-Protagonista   |
| 2015      | Amores con trampa                | María Sánchez de Carmona                   | Protagonista      |
| 2017      | La doble vida de Estela Carrillo | Morgana Santos                             | Antagonista       |
| 2018      | La jefa del campeón              | Renata "Tita" Menchaca                     | Protagonista      |
| 2018      | Atrapada                         | Mariana Velasco / Luz Quintero             | Protagonista      |
| 2021-2022 | Vencer el pasado                 | Fabiola Mascaró Zermeño                    | Antagonista       |
| 2022-2023 | Corona de lágrimas II            | Lucero Vásquez Rojas de Chaveros           | Co-Protagonista   |
| 2023-2024 | El señor de los cielos           | Mercedes "Mecha" de la Cruz                | Co-Protagonista   |
| 2024-2025 | Papás por conveniencia           | Federica Rangel                            | Antagonista       |
| 2025      | Monteverde                       | Carolina Robles de Rojas / Hermana Celeste | Protagonista      |

## Prêmios e indicações

### Premios TV e Novelas
| Ano  | Categoria               | Novela                           | Resultado |
| ---- | ----------------------- | -------------------------------- | --------- |
| 2019 | Melhor atriz            | La jefa del campeón              | Indicado  |
| 2018 | Melhor vilã             | La doble vida de Estela Carrillo | Indicado  |
| 2013 | Melhor atriz coestrelar | Corona de lágrimas               | Indicado  |